# モジャくん
モジャくん（ラテン文字表記：Mojakun）とは、北海道旅客鉄道（JR北海道）のマスコットキャラクター。

## 概説
JR北海道デザインリサーチ室勤務の川井弘美がデザインした。北海道外の人が北海道に対して抱く大自然のロマンや神秘性のイメージを表すべく雪男をモチーフとしており、同社の広報紙では「北の国・北海道のどこかに、ひょっとしたらいるかもしれない生き物」とコメントを残している。「モジャくん」の名前は公募によるもので、その理由を「強さとやさしさを兼ね備えた、かわいらしい名前」としている。
列車に乗ると、「ドアが開くとき戸袋に指を挟まないよう注意して下さい」（一部特急車両では「ドアが開閉する時は手をはさまないよう注意してください」）という注意喚起のシールで見掛けることがある。以前は駅にぬいぐるみが置いてあり、オレンジカードの出張販売コーナーに着ぐるみが登場したこともあったが現在では両方とも姿を消してしまったことから最近ではモジャくん自体を見掛けることは少なくなった。しかし、JR北海道のマナーアップポスターやJR北海道のご意見箱である「グリーンボックス」に描かれたり、時には駅やツインクルプラザでのPOP広告にイラストが登場するなど、初出から30年程経つ今も、細々と登場し続けている。また、鉄道ではないがJR札幌病院の診察券や院内処方薬の袋などでもその姿を目にすることができる。
近年ではDMV試験車の車体に「Darwin」のロゴと共に描かれていた。また2015年の苗穂工場一般公開のポスターにも描かれている。
かつては、JRバスがJR北海道の直営時代にはバスカードの図柄や車両入口の注意喚起シール（「ドアの開閉にご注意下さい」と書かれていた）にも登場していたが、2000年のジェイ・アール北海道バスに分社化されて以降は、JRバスに用いられる事が無くなっている。